# Liste der denkmalgeschützten Objekte in Weitensfeld im Gurktal
Die Liste der denkmalgeschützten Objekte in Weitensfeld im Gurktal enthält die 20 denkmalgeschützten, unbeweglichen Objekte der Gemeinde Weitensfeld im Gurktal.

## Denkmäler
| Foto |                 | Denkmal                                                                     | Standort                                           | Beschreibung | Metadaten |
| ---- | --------------- | --------------------------------------------------------------------------- | -------------------------------------------------- | --- | --- |
| ja   | Datei hochladen | Pfarrhof HERIS-ID: 90682 Objekt-ID: 105385                                  | Altenmarkt 1 Standort KG: Altenmarkt               | Der Pfarrhof an der Nordwestecke des Kirchhofs war schon im 17. Jahrhundert vorhanden. | BDA-Hist.: Q37748879 Status: § 2a Stand der BDA-Liste: 2025-06-30 Name: Pfarrhof GstNr.: .5 Pfarrhof in Altenmarkt, Weitensfeld                                                          |
| ja   | Datei hochladen | Kath. Pfarrkirche hl. Aemilian (Emilian) HERIS-ID: 75518 Objekt-ID: 89010   | bei Altenmarkt 15 Standort KG: Altenmarkt          | In dem im Wesentlichen spätgotischen Bau gibt es Wandmalereien aus der Bauzeit, ein Chorgestühl aus dem 16. Jahrhundert und barocke Altäre. | BDA-Hist.: Q2082517 Status: § 2a Stand der BDA-Liste: 2025-06-30 Name: Kath. Pfarrkirche hl. Aemilian (Emilian) GstNr.: .6 Pfarrkirche hl. Aemilian, Altenmarkt, Weitensfeld             |
| ja   | Datei hochladen | Wehrhafter Friedhof mit Ummauerung HERIS-ID: 90684 Objekt-ID: 105388        | Standort KG: Altenmarkt                            | Die Wehrmauer umgibt den Friedhof, ist aber nur mehr in der Südostecke in ihrer ursprünglichen Höhe erhalten. | BDA-Hist.: Q63986311 Status: § 2a Stand der BDA-Liste: 2025-06-30 Name: Wehrhafter Friedhof mit Ummauerung GstNr.: 9 Pfarrkirche hl. Aemilian, Altenmarkt, Weitensfeld                   |
| ja   | Datei hochladen | Karner HERIS-ID: 90692 Objekt-ID: 105396                                    | bei Altenmarkt 15 Standort KG: Altenmarkt          | Im Untergeschoß des romanischen, wehrhaften Rundturms in der Südostecke des Friedhofs befindet sich ein Beinhaus. | BDA-Hist.: Q63986312 Status: § 2a Stand der BDA-Liste: 2025-06-30 Name: Karner GstNr.: 9 Karner in Altenmarkt, Weitensfeld                                                               |
| ja   | Datei hochladen | Kath. Filialkirche HERIS-ID: 90681 Objekt-ID: 105384                        | bei Sankt Andrä 2 Standort KG: Altenmarkt          | Urkundlich 1326 erwähnt. Mittelgroßer Bau mit polygonalem spätgotischem Chor in der Breite des Langhauses. 1993 Außenrestaurierung. Wiederherstellung der frühbarocken Architekturpolychromie, teilweise Freilegung eines frühgotischen Architekturdekors, Freskenfund. Sakristeiturm an der Chor-Südseite, mit umlaufendem Sockel mit Wasserschlag, großen rundbogigen Schallöffnungen, geschweiftem Spitzhelm. Westliche hölzerne Vorlaube mit steilem hohem Dach, steinplattlgedeckt. Spätgotisches West-Portal mit Kragsteinsturz und rundbogiger gekehlter Rahmung; West-Seite mit Schopfwalm. Spitzbogiges Süd-Portal, darüber zwei schmale frühgotische Fenster. 1993 an West-Fassade Freilegung spätgotisches Ornamentband sowie spätgotische Freskenfragmente (Kreuzigungsszene mit Assistenzfiguren in gemalter Altarrahmung; Kirchenpatron heiliger Andreas); an der Süd-Fassade Freilegung eines fragmentierten spätgotischen Christophorusfreskos. | BDA-Hist.: Q37748842 Status: § 2a Stand der BDA-Liste: 2025-06-30 Name: Kath. Filialkirche GstNr.: .51 Filialkirche hl. Andreas, Sankt Andrä, Weitensfeld im Gurktal                     |
| ja   | Datei hochladen | Schloss Thurnhof HERIS-ID: 36347 Objekt-ID: 35213                           | Schloß Thurnhof 1 Standort KG: Thurnhof            | Schloss Thurnhof liegt westlich außerhalb des Dorfes auf einer Terrasse oberhalb der Gurk. Das Anwesen wurde als Pregrat (später Prägrad) urkundlich 1140 erstmals erwähnt, als Thurnhof Anfang des 13. Jahrhunderts. Es diente als Ansitz Gurker Ministerialen, die den umfangreichen Bistumsbesitz in dieser Gegend betreuten. Das Schloss ist ein im 16. Jahrhundert an einen älteren Wehrturm angebautes, fast quadratisches Gebäude, die Flügel sind jeweils vierachsig und drei- bis viergeschoßig. | BDA-Hist.: Q15844518 Status: Bescheid Stand der BDA-Liste: 2025-06-30 Name: Schloss Thurnhof GstNr.: .1/1 Schloss Thurnhof                                                               |
| ja   | Datei hochladen | Kath. Pfarrkirche hl. Johannes Evangelist HERIS-ID: 36312 Objekt-ID: 35173  | bei Kirchgasse 2 Standort KG: Weitensfeld          | Die Kirche besteht aus dem gotischen Chor und einem im 16. Jahrhundert erneuerten Langhaus. Das Innere ist geprägt vom barocken Hochaltar, einer bemalten Kanzel, und den Fresken vom Anfang des 15. Jahrhunderts in der südlichen Kapelle. | BDA-Hist.: Q2083287 Status: § 2a Stand der BDA-Liste: 2025-06-30 Name: Kath. Pfarrkirche hl. Johannes Evangelist GstNr.: .15 Pfarrkirche hl. Johannes Evangelist, Weitensfeld im Gurktal |
| ja   | Datei hochladen | Karner, Aufbahrungshalle HERIS-ID: 90678 Objekt-ID: 105381                  | bei Kirchgasse 2 Standort KG: Weitensfeld          | Der achtseitige gotische Karner aus dem 15. Jahrhundert wurde zu einer Aufbahrungshalle umgebaut. | BDA-Hist.: Q63986395 Status: § 2a Stand der BDA-Liste: 2025-06-30 Name: Karner, Aufbahrungshalle GstNr.: .108 Karner Weitensfeld im Gurktal                                              |
| ja   | Datei hochladen | Ehem. Wehrkirchhof mit Torbau HERIS-ID: 90679 Objekt-ID: 105382             | Standort KG: Weitensfeld                           | Die wehrhafte Mauer umgibt den Friedhof. Ein Wehrturm aus dem 16. Jahrhundert dient heute als Torbau zum Friedhof. | BDA-Hist.: Q63986396 Status: § 2a Stand der BDA-Liste: 2025-06-30 Name: Ehem. Wehrkirchhof mit Torbau GstNr.: 36 Wehrkirchhof mit Torbau, Weitensfeld im Gurktal                         |
| ja   | Datei hochladen | Kath. Filialkirche hl. Maria Magdalena HERIS-ID: 90680 Objekt-ID: 105383    | Magdalenenstraße 9, neben Standort KG: Weitensfeld | Die kleine Kirche ist ein Bau aus dem 12. Jahrhundert. Bemerkenswerte Altarbilder aus dem 17. Jahrhundert. Eine Kopie des von hier stammenden ältesten erhaltenen romanischen Glasgemäldes Österreichs ist in der Kirche zu sehen, das Original wird heute im Diözesanmuseum aufbewahrt. | BDA-Hist.: Q18020159 Status: § 2a Stand der BDA-Liste: 2025-06-30 Name: Kath. Filialkirche hl. Maria Magdalena GstNr.: .97 Filialkirche hl. Maria Magdalena, Weitensfeld                 |
| ja   | Datei hochladen | Kath. Pfarrkirche hl. Georg HERIS-ID: 55206 Objekt-ID: 63771                | Zammelsberg Standort KG: Wullroß                   | Die spätgotische Wehrkirche mit mächtigem Turm hat figürlich geschmückte Schlusssteine und Reste von mittelalterlichen Glasmalereien. Die Altäre mit Statuen stammen von Ende des 17. bzw. Anfang des 18. Jahrhunderts. | BDA-Hist.: Q2083300 Status: § 2a Stand der BDA-Liste: 2025-06-30 Name: Kath. Pfarrkirche hl. Georg GstNr.: .54 Pfarrkirche Zammelsberg                                                   |
| ja   | Datei hochladen | Wehrfriedhof HERIS-ID: 90675 Objekt-ID: 105378                              | bei Zammelsberg 1b Standort KG: Wullroß            | Nach den Türkenkriegen wurde Ende des 15. Jahrhunderts eine wehrhafte Mauer um den Kirchhof angelegt. An der Nordwestecke ist ein Wehrturm erhalten. | BDA-Hist.: Q63986397 Status: § 2a Stand der BDA-Liste: 2025-06-30 Name: Wehrfriedhof GstNr.: 705/2 Pfarrkirche Zammelsberg                                                               |
| ja   | Datei hochladen | Pfarrhof HERIS-ID: 90677 Objekt-ID: 105380                                  | Zammelsberg 1 Standort KG: Wullroß                 | | BDA-Hist.: Q37748752 Status: § 2a Stand der BDA-Liste: 2025-06-30 Name: Pfarrhof GstNr.: .48 Pfarrhof Zammelsberg, Weitensfeld in Kärnten                                                |
| ja   | Datei hochladen | Kath. Filialkirche hl. Thomas HERIS-ID: 58031 Objekt-ID: 68462              | Wullroß 9, östlich Standort KG: Wullroß            | Die kleine romanische Kirche ist sehr schlicht eingerichtet. 2007 wurde das Holzschindeldach völlig erneuert. | BDA-Hist.: Q38080062 Status: § 2a Stand der BDA-Liste: 2025-06-30 Name: Kath. Filialkirche hl. Thomas GstNr.: .197 Filialkirche hl. Thomas, Wullross                                     |
| ja   | Datei hochladen | Burg- und Schlossruine Wullross HERIS-ID: 22108 Objekt-ID: 18436            | südlich Wullroß 17 Standort KG: Wullroß            | Von der schon um das Jahr 1200 erwähnten Burg sind Reste eines Turms und einer gotischen Kapelle erhalten. In der Nähe die Reste eines Schlosses aus dem 16. Jahrhundert. | BDA-Hist.: Q15108178 Status: Bescheid Stand der BDA-Liste: 2025-06-30 Name: Burg- und Schlossruine Wullross GstNr.: 1926, .193/2 Burg- und Schlossruine Wullross, Weitensfeld            |
| ja   | Datei hochladen | Zechner-Speicher HERIS-ID: 36310 Objekt-ID: 35171                           | Ading 1 Standort KG: Zweinitz                      | Der Getreidekasten der Zechner-Hube ist ein dreigeschoßiger Bau, beide Obergeschoße kragen um die Stärke eines Wandholzes vor, die Eckverzinkungen sind figural geformt. Im Sturzbrett der Türe im Erdgeschoß ist die Hube mit 1769 bezeichnet. Es handelt sich um ein bedeutendes Beispiel volkstümlicher Holzarchitektur in Kärnten. | BDA-Hist.: Q37969568 Status: Bescheid Stand der BDA-Liste: 2025-06-30 Name: Zechner-Speicher GstNr.: 791/1 Zechner-Hube, Ading, Weitensfeld im Gurktal                                   |
| ja   | Datei hochladen | Pfarrhof HERIS-ID: 90674 Objekt-ID: 105377                                  | Kirchplatz 1 Standort KG: Zweinitz                 | | BDA-Hist.: Q37748660 Status: § 2a Stand der BDA-Liste: 2025-06-30 Name: Pfarrhof GstNr.: .15                                                                                             |
| ja   | Datei hochladen | Kath. Pfarrkirche hl. Egydius und Friedhof HERIS-ID: 55232 Objekt-ID: 63805 | bei Kirchplatz 4 Standort KG: Zweinitz             | Die Pfarrkirche ist ein romanischer Bau aus dem 12. bis 13. Jahrhundert. Das romanische Westportal ist durch ein Flechtband und zwei Konsolköpfe geschmückt. Bemerkenswert sind die Wandmalereien in Langhaus und Chor aus dem 14. und 15. Jahrhundert. | BDA-Hist.: Q1768532 Status: § 2a Stand der BDA-Liste: 2025-06-30 Name: Kath. Pfarrkirche hl. Egydius und Friedhof GstNr.: .12, 39 Pfarrkirche hl. Egydius, Zweinitz, Weitensfeld         |
| ja   | Datei hochladen | Friedhofskapelle hl. Michael HERIS-ID: 58030 Objekt-ID: 68461               | bei Kirchplatz 4 Standort KG: Zweinitz             | Die Friedhofskapelle ist ein ehemaliger gotischer Karner; im Untergeschoß befindet sich ein Beinhaus. | BDA-Hist.: Q60662265 Status: § 2a Stand der BDA-Liste: 2025-06-30 Name: Friedhofskapelle hl. Michael GstNr.: .11 Friedhofskapelle hl. Michael, Zweinitz, Weitensfeld                     |
| ja   | Datei hochladen | Tatermannbrunnen HERIS-ID: 91059 Objekt-ID: 105770                          | Standort KG: Zweinitz                              | Der Tatermannbrunnen wurde 1947 unter Verwendung einer Büste aus dem 18. Jahrhundert und eines Wappenreliefs errichtet. Die Figur soll einen Türken darstellen und erinnert an die Türkeneinfälle im Gurktal im Jahr 1476. | BDA-Hist.: Q37751855 Status: § 2a Stand der BDA-Liste: 2025-06-30 Name: Tatermannbrunnen GstNr.: 1121 Tattermannbrunnen, Zweinitz, Weitensfeld                                           |